# Мергарх
29°12′45″ пн. ш. 67°40′15″ сх. д. / 29.2125° пн. ш. 67.670833° сх. д.
Мергарх (урду مہرگڑھ, бел.: مہرگڑھ) — одна з археологічних пам'яток Пакистану епохи неоліту (7000–3200 роки до н. е.). Це одне з перших місць у Південній Азії, де засвідчено сільське господарство: культивація пшениці й ячменю та розведення великої та дрібної рогатої худоби. Мергарська культура сприймається як предок Індської цивілізації. У 2004 року внесено до Світової спадщини ЮНЕСКО у Пакистані.

## Історія

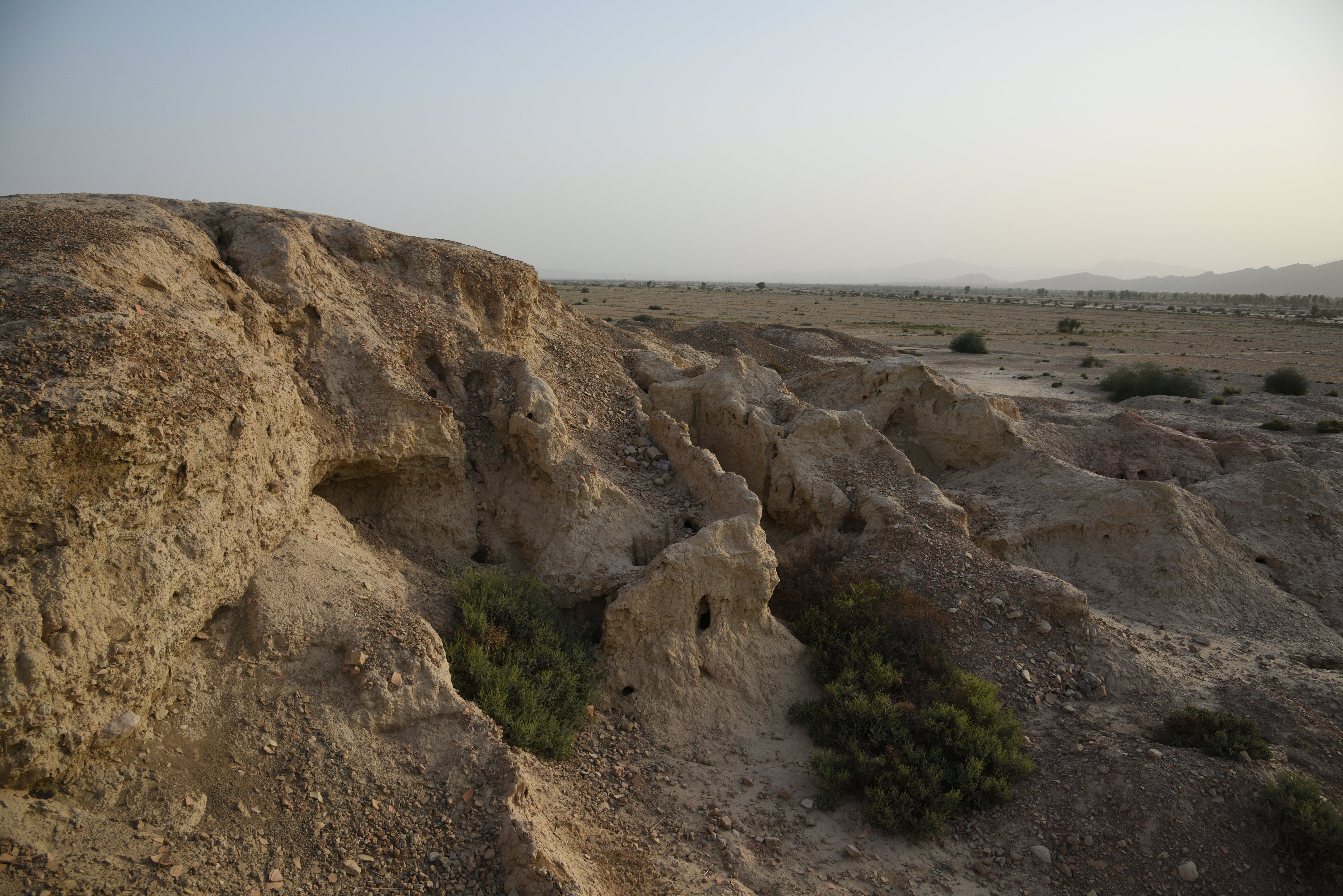
Загальний вигляд Мергарху сьогодні

Найраніше поселення Мергарха датувалося 7000–5500 роками до н. е. Доведено самостійне формування цієї культури. Найбільш раннім поселенням у Мергарсі було невелике село площею 2 км², яке датувалося близько 7000–5500 роками до н. е. Археологічні матеріали були знайдені в 6 курганах, і були виявлено близько 32 тис. артефактів.
Ранні мешканці Мергарху мешкали в будинках із цегли-сирцю, зберігали зерно в зерносховищах, робили інструменти з мідної руди, а також покривали плетені кошики бітумом. У VII тис. до н. е. відбувається процес обміну знаннями з Месопотамійськими культурами. Вже тоді відбувався обмін вміннями вирощування кількох сортів пшениці, гончарними технологіями, домашніми тваринами. Про це свідчить подібність фігурок, кераміки та маленьких сокир з такими об'єктами Джармо (Північна Месопотамія), Тепе Гуран, Тепе Сараб та Ганджі-Дарі.
Саме в Мергарсі були знайдені перші свідчення появи сільського господарства: культивація злаків та розведення тварин. Мешканці культивували ячмінь, пшеницю однозерну та полбу, ююбу та фінік. Знайдено відбитки зерен у цеглах та обпалені зерна ячменю та пшениці з найдавніших неолітичних шарів (6500 до н. е.). Розкопки показали, що тут розводили горбатого бика, буйвола, свиней, овець та кіз.
Хоча між неолітичною та енеолітичною культурами Мергарху існує сильна спадкоємність, стоматологічні дані показують, що населення часів енеоліту не походить від неолітичного населення. Дослідження довели, що неолітичні мешканці Мергарху мігрували до західного краю Деканського плато та стали основою енеолітичного населення археологічної пам'ятки Інамгаону (в Махараштрі).
У пізній період (5500 — 2600 роки до н. е.) розвиваються ремесла, зокрема дроблення кременя, дублення, виробництво намиста і металообробка.
Мергарх був населений безперервно до 2600 року до н. е. Згідно науковця Аско Парполи, представники Мергарської культури мігрували в долину річки Інду, де у бронзову добу постала цивілізація Інду.

### Періоди

#### Мергарх I

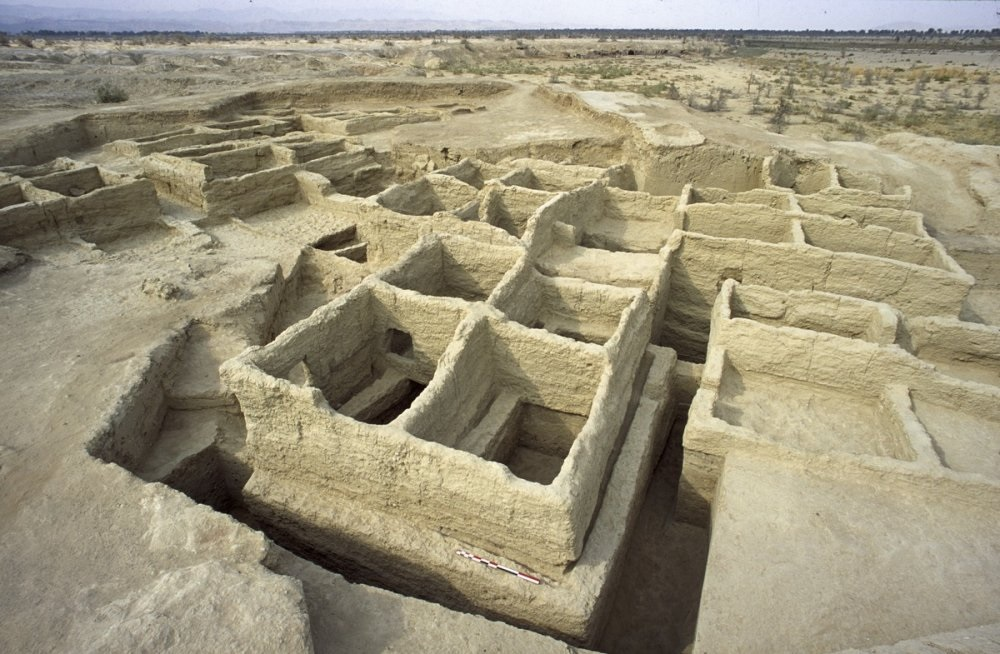
Будинок

Охоплює від 7000 до 5500 року до н. е. Був неолітичним і акерамічним (без використання кераміки). Вібувся перхід від напівкочового існування до осілого землоробства. Використовували такі рослини, як пшениця та ячмінь, а також вівців, кіз та велику рогату худобу. Житла зводили з необпалених глинобитних матеріалів, більшість із них поділялося на 4 внутрішні «кімнати».
Було знайдено численні поховання, багато з яких містять складні вироби, такі як кошики, кам’яні та кістяні знаряддя, намистини, браслети, підвіски та іноді жертви тварин, більше речей залишилося з похованнями чоловіків. Також виявлено прикраси з морських мушель, вапняку, бірюзи, лазуриту та пісковику, прості фігурки жінок і тварин. Мушлі з далеких морських берегів і лазурит з сучасного Бадакшану свідчать про торговельні контакти із цими регіонами.
У похованні виявлено одну шліфовану кам'яну сокиру, ще кілька — з поверхні. Ці шліфовані кам'яні сокири є найдавнішими у Південній Азії. Найдавніший відомий приклад техніки точного лиття походить від 6000-річного мідного амулета у формі колеса, знайденого в Мергарху. Амулет був зроблений з нелегованої міді, незвичайна інновація, від якої пізніше відмовилися.
Рештки 9 чоловіків свідчать, що представники ціжї цивілізації знали протостоматологію. Найдавніші і перші ранньонеолітичні докази свердління зубів у живої людини було знайдено саме тут.

#### Мергарх II
Охоплює від 5500 до 4800 року до н. е. Був неолітичним і керамічним. Було знайдено багато доказів виробничої діяльності та використані більш досконалі методи. Виготовлялися глазуровані фаянсові намистини, деталізувалися теракотові фігурки. Найдавніші статуетки досить прості і не демонструють складних рис. Фігурки жінок були прикрашені фарбою, мали різноманітні зачіски та прикраси. Два зігнутих поховання були знайдені з червоною охрою на тілі.
Технології включали кам'яні та мідні свердла, печі з висхідним потоком, великі шахтні печі та тиглі для плавлення міді. Все це свідчить про початок примітивної металообробки, яка розвивалася в наступні періоди цивілізації. Зберігається торгівля з північчю та півднем, що існував за часів Мергарха I.

#### Мергарх III
Охоплює від 4800 до 3500 року до н. е. Був неолітичним і ранньоенеолітичним, керамічним. З часом кількість похоронних речей зменшувалася, обмежуючись прикрасами, а з похованнями жінок залишалося більше речей. Перші печатки для ґудзиків виготовлялися з теракоти та кістки та мали геометричні малюнки. Статуетки до 4000 року до н. е. починають демонструвати свої характерні зачіски та типові видатні груди. Усі статуетки до цього періоду були жіночими.
Виокремллють фазу Тогау (близько 4000–3500 рр. до н. е.). Тогау — великий курган у долині Чаппар у Саравані, за 12 км на північний захід від м. Калат. Центральне поселелня в цей час охоплювала 100 га у областях MR.2, MR.4, MR.5 і MR.6, охоплюючи руїни, могильники та звалища, але археолог Жан-Франсуа Жарріге дійшов висновку, що таке широке розширення не було пов'язано з одночасним проживанням, а скоріше через зміщення та часткове накладання в часі кількох сіл або кластерів поселень на проміжку кількох століть
До фази Тогау відносять особливий вид кераміки, який виявлено в 84 археологічних поселеннях. Кераміка Тогау прикрашена геометричним малюнком і виготовлялася за допомогою гончарного кола.
Є часом розширенням осілого населення прикордонних територій, включаючи заснування таких поселень північ, як Рана Гундай, Шері Хан Таракай, Сарай Кала, Джалілпур і Галігай. Існує значне збільшення кількості поселень у долині Кветта, регіоні Сураб, на рівнині Качхі та в інших місцях цього регіону.

#### Мергарх IV, V і VI
Період IV охооплює з 3500 по 3250 року до н. е., V — 3250 по 3000 року до н. е. і VI — 3000–2600 роки до н. е. Місце, що містить ці періоди позначено як MR1.
З'являються чоловічі фігурки і поступово стають більш чисельними. Багато жіночих фігурок тримають немовлят, і їх інтерпретували як зображення «богині-матері». Однак через певні труднощі в остаточному ототожненні цих статуеток із «богинею-матір'ю» деякі вчені вважають за краще використовувати термін «жіночі статуетки з ймовірним культовим значенням». Характерні жіночі статуетки демонструють більш складний дизайн і витонченість. З VI періоду в декораціях використовуються малюнки з листя піпал. Деякі складні методи випалювання використовувалися з VI періоду, і в кургані MR1 було знайдено територію, віведену для гончарства.

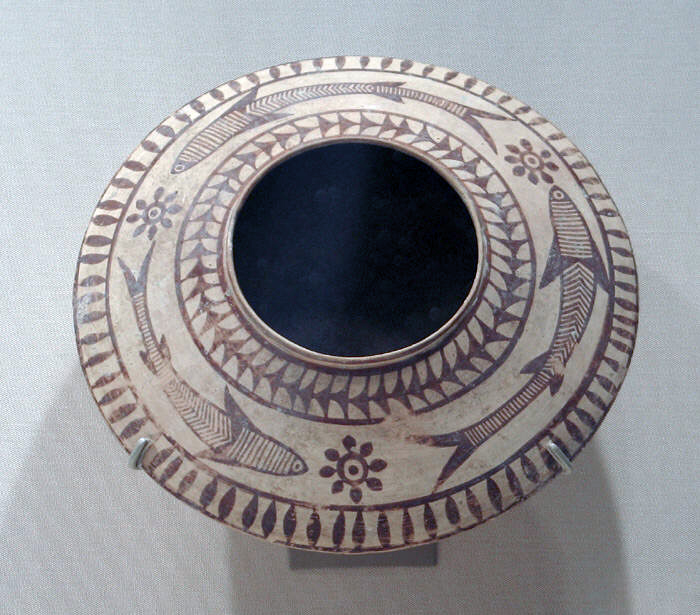
Посуд. Мергарх VI
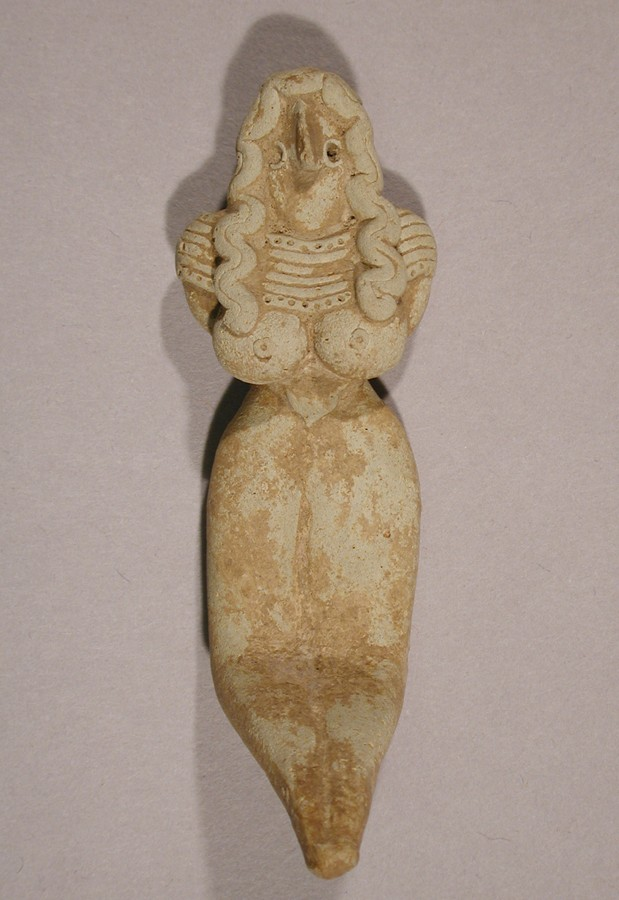
Статуетка богині-матері. Мергарх VI
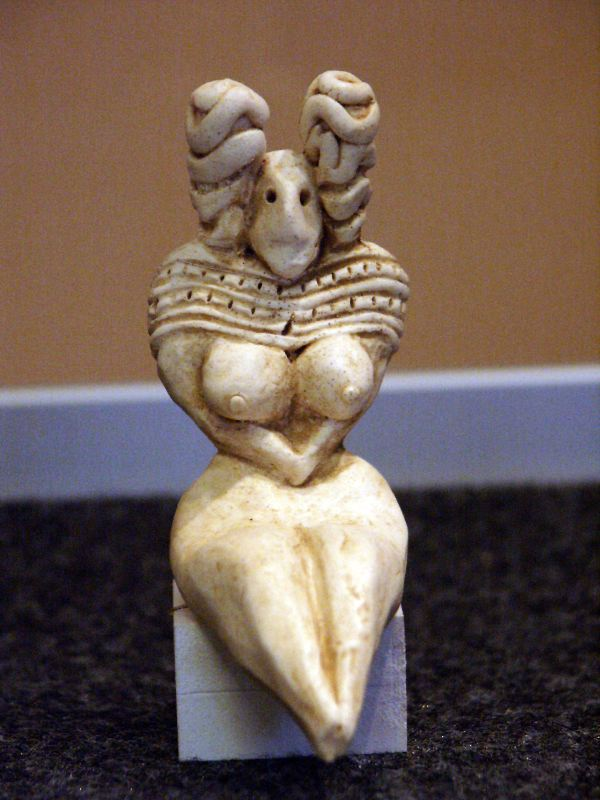
Теракота жіноча фігурка. Мергарх V.

#### Мергарх VII
Охоплює період з 2600 до 2000 року до н. е. Якість і складність зовнішнього вигляду кераміки і статуеток постраждали через масове виробництво та зростаючий інтерес до бронзових і мідних посудин.

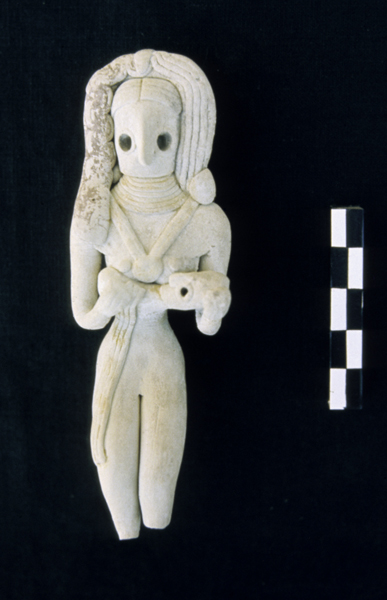
Жіноча фігурка. Мергарх VII

Припускається, що у другій частині періоду поселення було переважно залишено на користь більшого та укріпленого поселення Наушаро, коли Індська цивілізація була на середній стадії розвитку. Історик Майкл Вуд припускає, що це сталося приблизно бл. 2500 року до н. е.

#### Мергарх VIII
Свідчить про занепад цивілізації. Поселення значено неподалік місто Сібрі.

## Поховання
На території Мехргарха є два типи поховань. Були індивідуальні поховання, де одну людину обгороджували вузькими стінами з глини, і колективні поховання з тонкими стінами з глинобитної цегли, всередині яких було виявлено скелети шести різних людей. Тіла в колективних похованнях зберігалися в зігнутому положенні та були покладені зі сходу на захід. Дитячі кістки були знайдені у великих глеках або урнах.

## Розташування
Розташовувалася на захід від долини річки Інд, на рівнині Качхі і неподалік від перевалу Болан (між містами Кветта, Сібі і Калатом) в Белуджистані (Пакистан).

## Дослідження
Виявлено 1974 року групою французьких археологів на чолі з Жаном-Франсуа Жаррижем. Розкопки проводилися безперервно у період 1974–1986 років. Нові дослідження було здійснено між 1997 і 2000 роками.